# طوطی سفید کوچک
طوطی سفید کوچک یا نوک‌روشن کوچک (نام علمی: Cacatua sanguinea) نام یک گونه از سرده طوطی‌کاکلی‌های سفید است.